# Jordan 197
Chronologie des modèles (1997)
Jordan 196 Jordan 198
La Jordan 197 est la monoplace engagée par l'écurie irlandaise Jordan Grand Prix lors de la saison 1997 de Formule 1. Elle est pilotée par les plus jeunes pilotes de ce championnat, le débutant allemand Ralf Schumacher et l'Italien Giancarlo Fisichella qui n'a couru que huit Grands Prix, avec la Scuderia Minardi, en 1996. Ceci est comme un pari d'Eddie Jordan pour remplacer les pilotes expérimentés Rubens Barrichello, parti chez la nouvelle écurie Stewart Grand Prix, et Martin Brundle, qui vient de prendre sa retraite.

## Historique

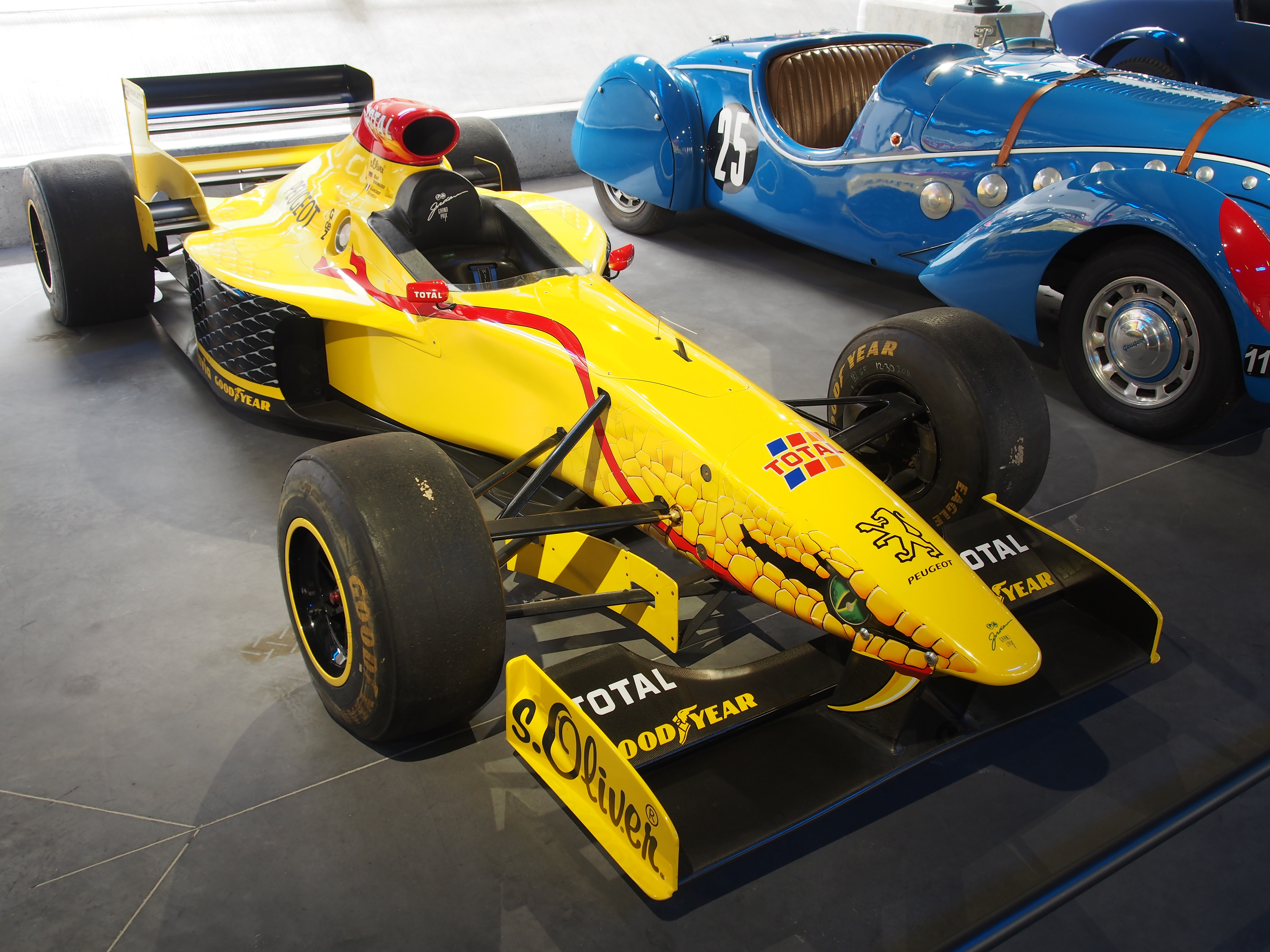
La Jordan 197 exposée au Musée de l'Aventure Peugeot.

Après une saison assez faible en 1996, l'écurie se sent prête à affronter les quatre grosses équipes du championnat (Williams, Ferrari, Benetton et McLaren).
Après un début un peu lent, le championnat est lancé à partir du podium de Ralf Schumacher en Argentine. Les deux pilotes marquent ensuite des points à quasiment toutes les courses, malgré une fin de saison décevante. L'équipe ne parvient toutefois pas à gagner de course. La non-désignation d'un leader a causé des tensions entre les deux jeunes pilotes comme le montre leur accrochage au Grand Prix du Luxembourg.
La voiture est très distinctive du fait de son jaune assez vif, remplaçant la couleur or de la Jordan 196 pour mettre en évidence leur sponsor principal Benson & Hedges. La voiture est aussi surnommée « la vipère » du fait de la tête de serpent dessiné à l'avant de la monoplace. Lors des courses où la publicité pour le tabac est interdite, les monoplaces reçoivent un logo « Bitten & Hisses » pour remplacer Benson & Hedges.
L'équipe termine cinquième au championnat des constructeurs avec 33 points, ce qui constituait à l'époque le meilleur résultat de l'équipe.

## Résultats en championnat du monde de Formule 1

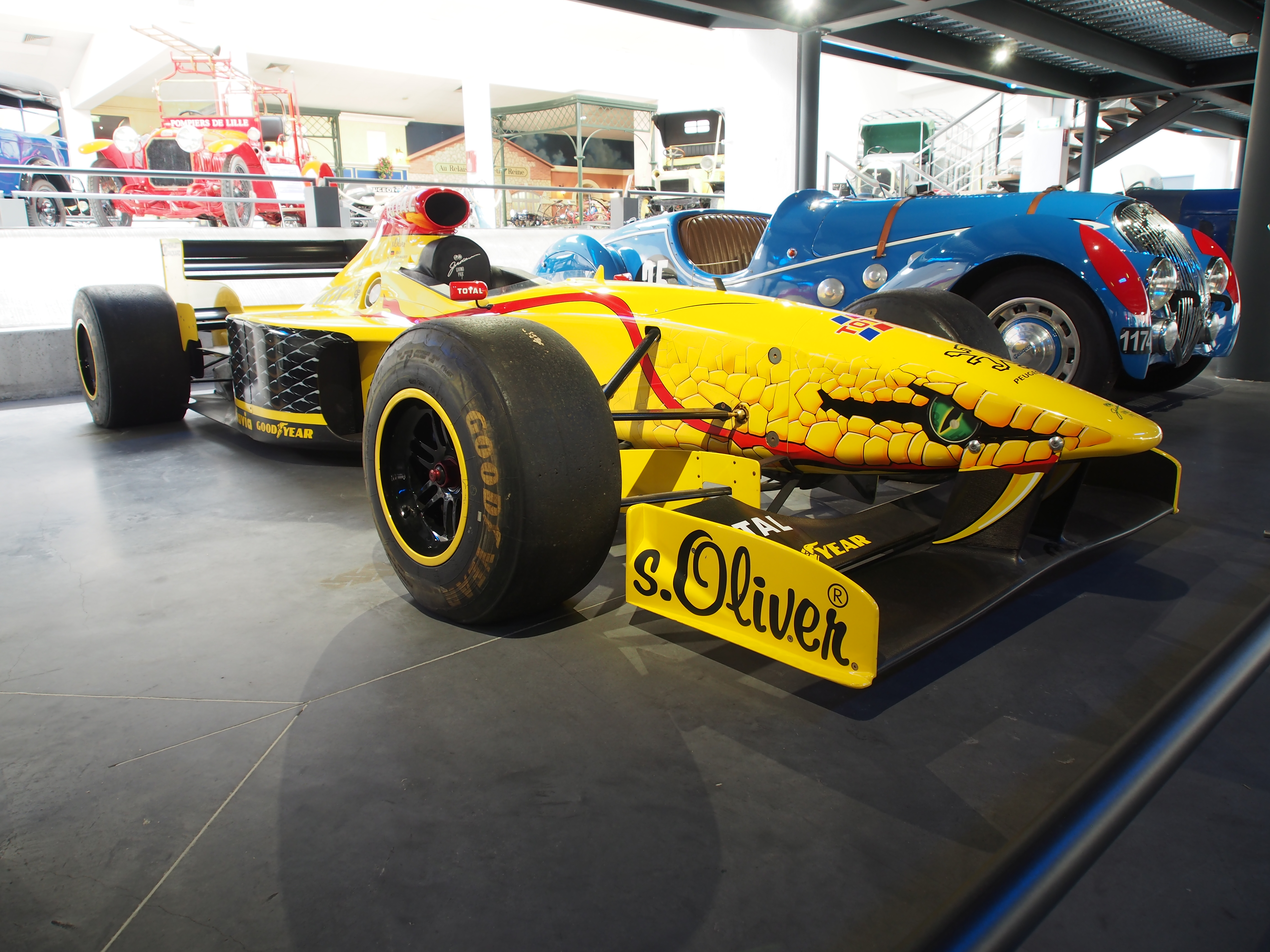
Le dessin du museau de la Jordan 197 fait référence à un serpent.

| Saison | Écurie                               | Moteur          | Pneus    | Pilotes              | Courses | Courses | Courses | Courses | Courses | Courses | Courses | Courses | Courses | Courses | Courses | Courses | Courses | Courses | Courses | Courses | Courses | Points inscrits | Classement |
| Saison | Écurie                               | Moteur          | Pneus    | Pilotes              | 1       | 2       | 3       | 4       | 5       | 6       | 7       | 8       | 9       | 10      | 11      | 12      | 13      | 14      | 15      | 16      | 17      | Points inscrits | Classement |
| ------ | ------------------------------------ | --------------- | -------- | -------------------- | ------- | ------- | ------- | ------- | ------- | ------- | ------- | ------- | ------- | ------- | ------- | ------- | ------- | ------- | ------- | ------- | ------- | --------------- | ---------- |
| 1997   | Benson & Hedges Total Jordan Peugeot | Peugeot A14 V10 | Goodyear |                      | AUS     | BRÉ     | ARG     | SMR     | MON     | ESP     | CAN     | FRA     | GBR     | ALL     | HON     | BEL     | ITA     | AUT     | LUX     | JAP     | EUR     | 33              | 5e         |
| 1997   | Benson & Hedges Total Jordan Peugeot | Peugeot A14 V10 | Goodyear | Ralf Schumacher      | Abd     | Abd     | 3e      | Abd     | Abd     | Abd     | Abd     | 6e      | 5e      | 5e      | 5e      | Abd     | Abd     | 5e      | Abd     | 9e      | Abd     | 33              | 5e         |
| 1997   | Benson & Hedges Total Jordan Peugeot | Peugeot A14 V10 | Goodyear | Giancarlo Fisichella | Abd     | 8e      | Abd     | 4e      | 6e      | 9e      | 3e      | 9e      | 7e      | 11e     | Abd     | 2e      | 4e      | 4e      | Abd     | 7e      | 11e     | 33              | 5e         |

Légende : ici 